# Brzezinka Średzka

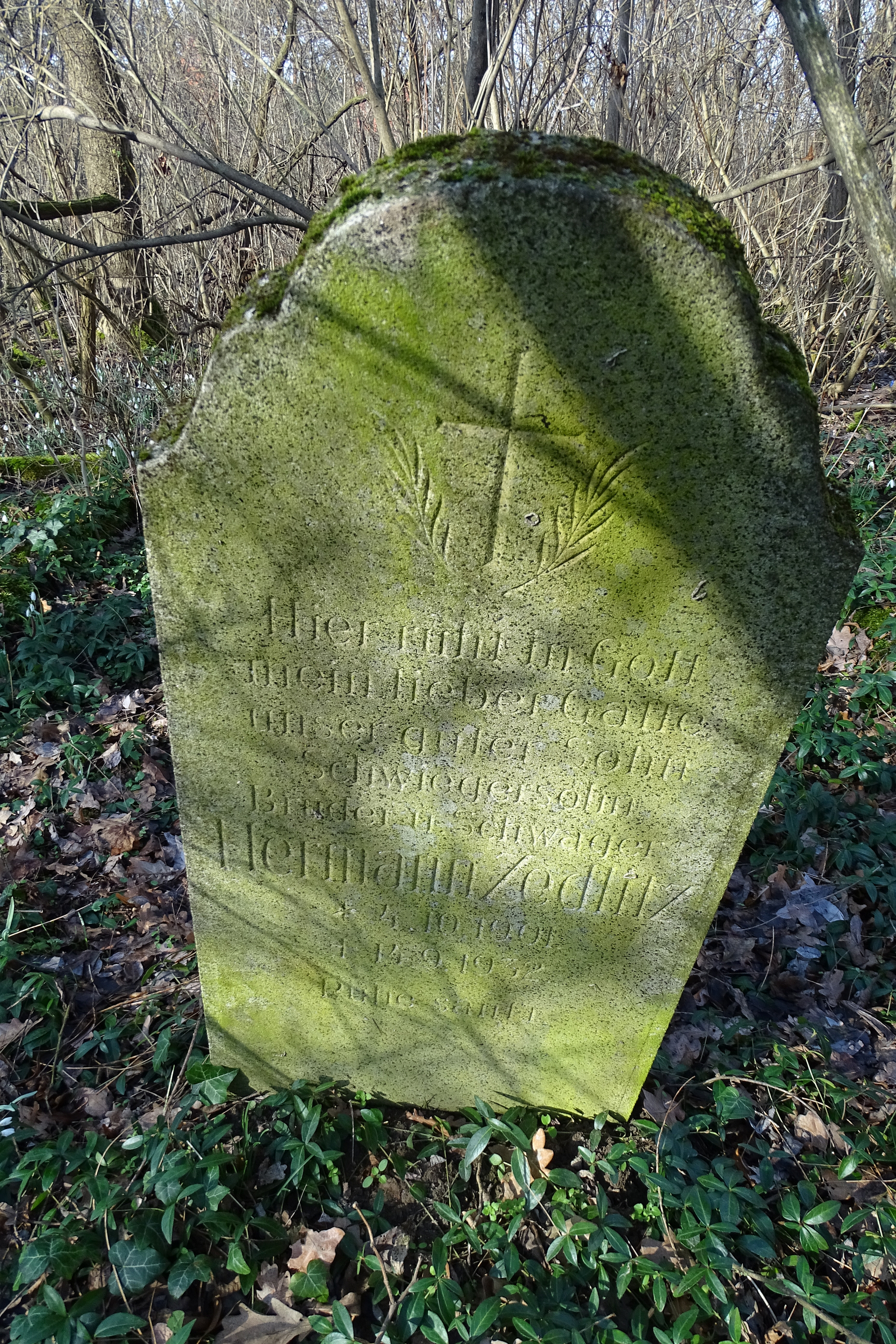
Nagrobek na starym cmentarzu ewangelickim w Brzezince Średzkiej

Brzezinka Średzka (niem. Klein Bresa) – wieś w Polsce położona w województwie dolnośląskim, w powiecie średzkim, w gminie Miękinia.

## Podział administracyjny
W latach 1975–1998 miejscowość administracyjnie należała do województwa wrocławskiego.

## Opis zabudowy
Zabudowa wsi złożona jest z małych, luźno rozrzuconych obejść gospodarskich. Brzezinka Średzka jest wsią folwarczną, wielodrożnicą z zespołem dworskim w północnej części założenia oraz dochodzącej do zespołu drogi od strony południowej. Za murami dziedzińca folwarcznego posadowiono kilka domów mieszkalnych o charakterze willowym, w luźnej zabudowie. Zabudowa wsi złożona z małych, luźno rozrzuconych obejść gospodarskich.

## Koleje
We wsi znajduje się stacja kolejowa o długości prawie 1,5 km.

## Zabytki
Do wojewódzkiego rejestru zabytków wpisane są:
- kościół pw. Matki Bożej Królowej Polski, neogotycki[6] z 1863 r.
- park dworski z drugiej połowy XIX w.

Inne zabytki architektury i budownictwa we wsi:

- cmentarz ewangelicki, na południe od wsi, z drugiej połowy XIX w.
- zespół pałacowo-folwarczny: nr 25, 26, 26 a-i, z lat 1850-1890 oraz około 1910 r.:
  - dom zarządcy w stylu szwajcarskim[6], nr 25, z połowy XX w.
  - oficyna mieszkalna, nr 25 a, z około 1910 r.
  - stajnia, obecnie budynek gospodarczy nr 26 z około 1910 r.
  - kuźnia, obecnie budynek mieszkalny i zakład mechaniczny, nr 26, z około 1920 r.
  - stajnia, obecnie budynek mieszkalno-gospodarczy, nr 26, z lat 1850-1860
  - budynek mieszkalno-gospodarczy, nr 26 a, z przełomu XIX/XX w.
  - budynek gospodarczy, obecnie mieszkalny, z przełomu XIX/XX w.
  - obora i stodoła, z przełomu XIX/XX w.
  - mauzoleum rodu von Kramst w parku dworskim
- zespół dworca PKP z 1900 r.[6]:
  - budynek stacji, przełom XIX/XX w.
  - budynek wc, z przełomu XIX/XX w.
  - waga towarowa, obecnie spichlerz, z końca XIX w.
  - dom mieszkalny nr 31, z początku XX w.
  - dom mieszkalny nr 35, z początku XX w.
- dom mieszkalny nr 36, z około 1905 r.

nieistniejący:
- dwupiętrowy neogotycki pałac wybudowany w XIX w. Od frontu ryzalit z wysuniętym balkonem. Po lewym boku wieża o podstawie kwadratu, po prawej piętrowa okrągła. Ściany zakończone attykami. Rozebrany w latach 50. XX w.[7]

W ewidencji Wojewódzkiego Konserwatora Zabytków figuruje kilkanaście stanowisk archeologicznych we wsi, wybrane z nich::
- osada - wczesne średniowiecze
- cmentarzysko - IV okres epoki brązu, kultura łużycka
- ślad osadnictwa - III okres epoki brązu, okres halsztacki

## Krajobraz kulturowy
Wieś, jako teren integralnie związany z zespołem zabytkowym, znajduje się w strefie konserwatorskiej K ochrony krajobrazu kulturowego. Wielkoobszarowa strefa ochrony krajobrazu kulturowego obejmuje całą miejscowość.